# Landres
Landres é uma comuna francesa na região administrativa de Grande Leste, no departamento de Meurthe-et-Moselle. Estende-se por uma área de 8,04 km². Em 2010 a comuna tinha 1 083 habitantes (densidade: 134,7 hab./km²).